# Bazilica San Giorgio Maggiore din Veneția

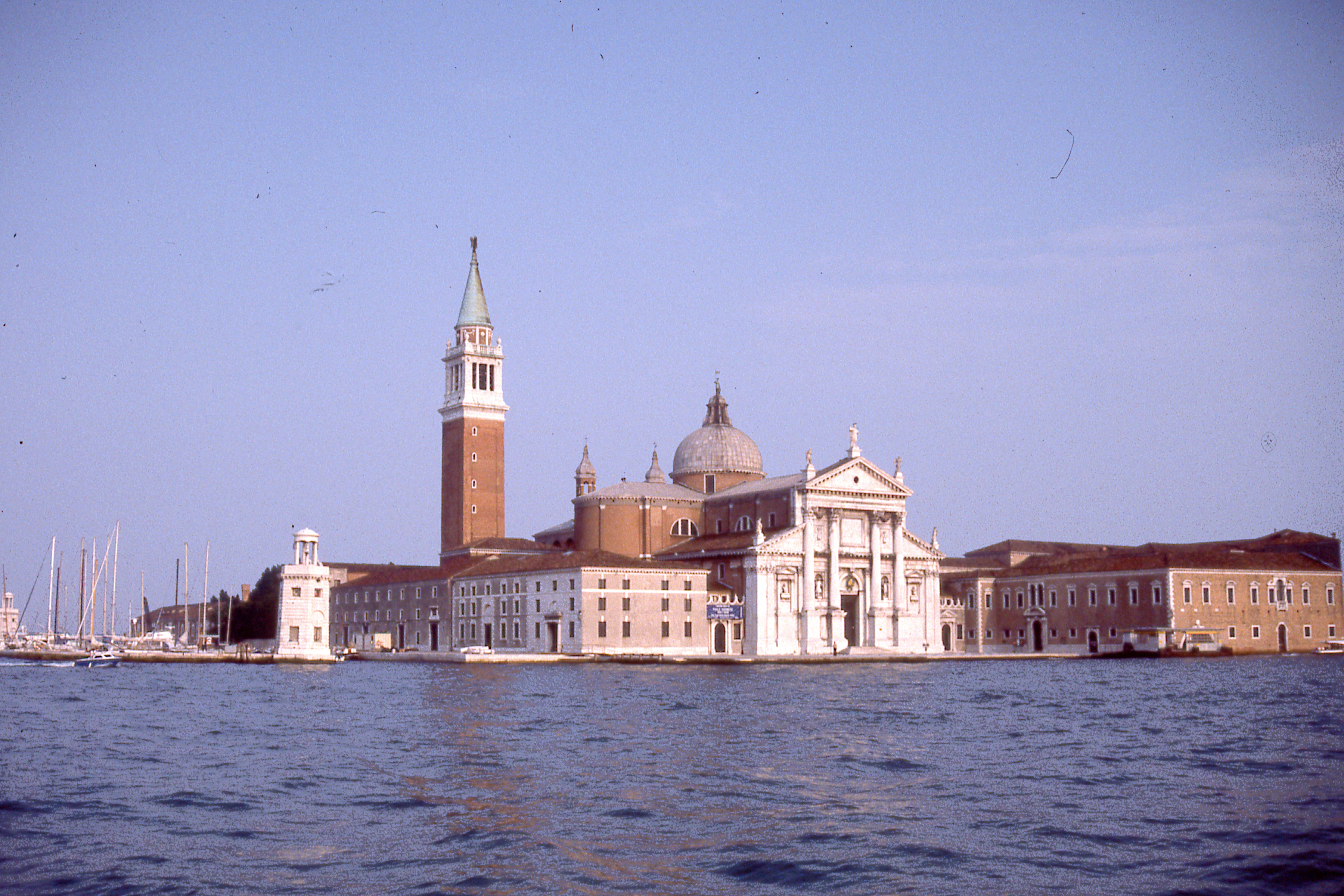
San Giorgio Maggiore văzută peste apă în plin soare dintr-o seară de iunie

Bazilica Sfântul Gheorghe Mare, mai cunoscută ca Bazilica San Giorgio Maggiore (în italiană Basilica di San Giorgio Maggiore), este o bazilică minoră benedictină din secolul al XVI-lea situată pe insula San Giorgio Maggiore din Veneția. Edificiul a fost proiectat de arhitectul Andrea Palladio și construit între anii 1566 și 1610 în stil renascentist clasic. Marmura ei albă strălucește deasupra apei albastre a lagunei vizavi de Piazzetta San Marco și formează punctul principal al panoramei văzute de pe fiecare parte a Riva degli Schiavoni.

## Istoric
Prima biserică de pe insulă a fost construită pe la anul 790, iar în 982 insula a fost dată Ordinului Benedictin de către dogele Tribuno Memmo. Călugării benedictini au fondat acolo o mănăstire, dar în 1223 toate clădirile de pe insulă au fost distruse de un cutremur.
Mănăstirea și biserica au fost reconstruite după cutremur. Biserica, care avea o navă cu capele laterale, nu se afla pe aceeași poziție cu actuala biserică, ci un pic mai înapoi pe marginea unui campo mic. În fața ei se aflau chilii, care au fost demolate în 1516. Călugării au început să ia în considerare reconstrucția bisericii începând din 1521.
Palladio a sosit la Veneția în 1560, când se reconstruia refectoriul (sala de mese) mănăstirii. El a adus mari îmbunătățiri acestuia și în 1565 i s-a cerut să pregătească un proiect pentru o nouă biserică.
Proiectul a fost finalizat și aprobat în 1566, iar piatra de temelie a fost pusă în prezența Papei în același an. Lucrarea nu a fost terminată înainte de moartea lui Palladio din 1580, dar corpul bisericii era complet prin 1575, cu excepția capelei din spatele altarului și a fațadei. Decorarea interiorului a fost finalizată ulterior.
Capela corului pare să fi fost proiectată în mare de Palladio înainte de moartea sa și a fost construită între 1580 și 1589.
Construirea fațadei, aflată inițial sub supravegherea lui Simone Sorella, nu a început până în 1599. Contractul pietrarului prevedea că acesta trebuia să urmeze modelul lui Palladio și au fost făcute doar modificări minore. Fațada a fost finalizată în 1610.
Campanila (clopotnița), construită inițial în 1467, s-a prăbușit în 1774; a fost reconstruită în stil neoclasic prin 1791. Acolo se urca pe rampe line, iar în prezent există și un lift. Din vârful campanilei se deschide o panoramă largă asupra Veneției.

## Descriere

### Exterior

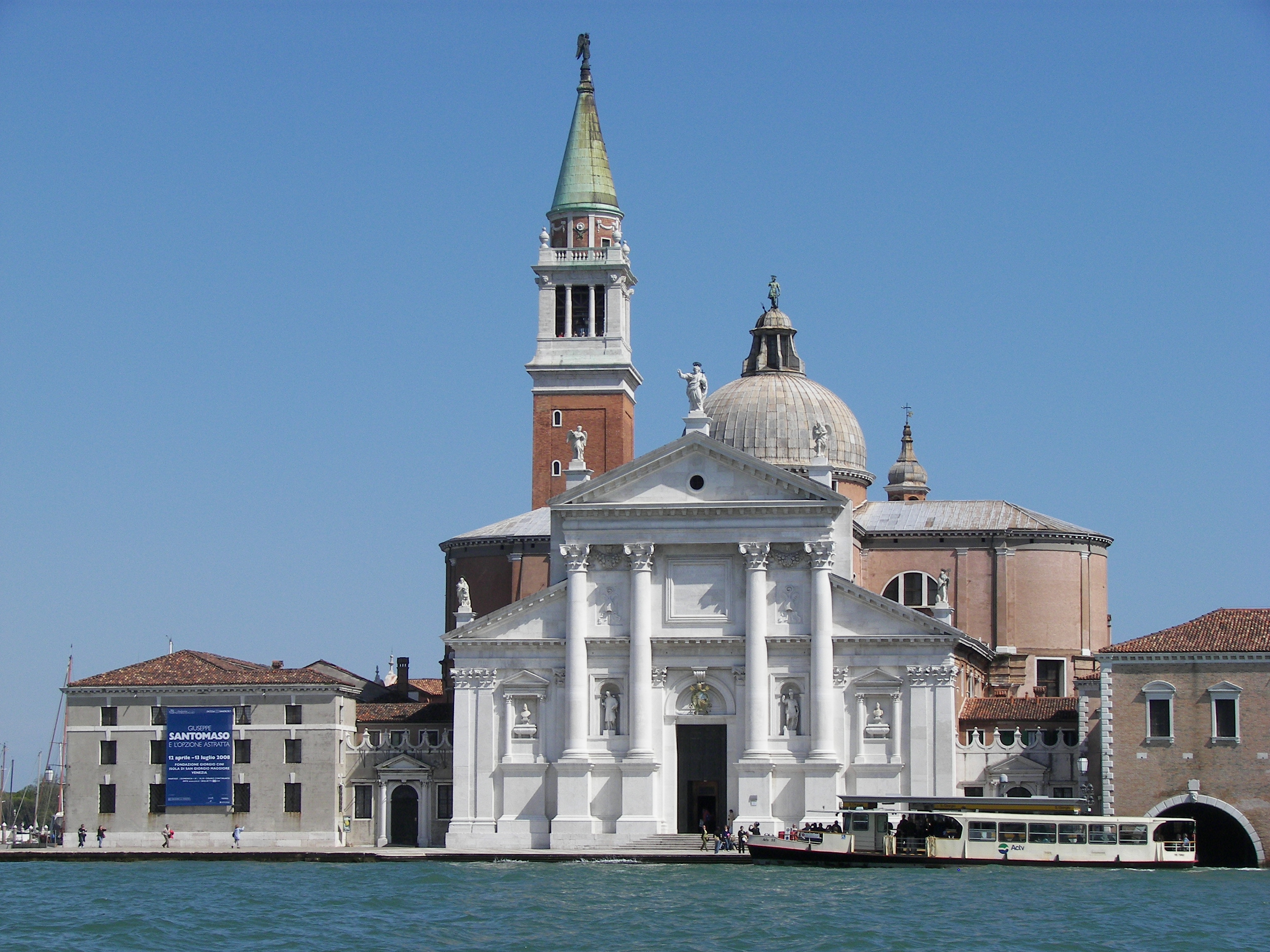
Faţada

Fațada este de un alb strălucitor și reprezintă soluția lui Palladio la dificultatea de adaptare a fațadei templului clasic la forma bisericii creștine, cu o navă centrală înaltă și nave laterale mici, ceea ce a fost întotdeauna o problemă. Soluția lui Palladio a suprapus două fațade, una cu un fronton larg și arhitravă, care se întinde deasupra naosului și a ambelor nave laterale, aparent susținută de un singur rând de pilaștri, iar cealaltă cu un fronton mai îngust (lățimea navei) suprapus pe partea de sus a acesteia cu un rând de coloane angajate pe socluri înalte. Această soluție este similară cu fațada realizată puțin mai devreme de Palladio pentru San Francesco della Vigna, în care celelalte părți ale bisericii au fost proiectate de Sansovino. Pe fiecare parte a portalului central sunt statui ale Sfântului Gheorghe și ale Sfântului Ștefan, cărora le este închinată biserica.

### Interior

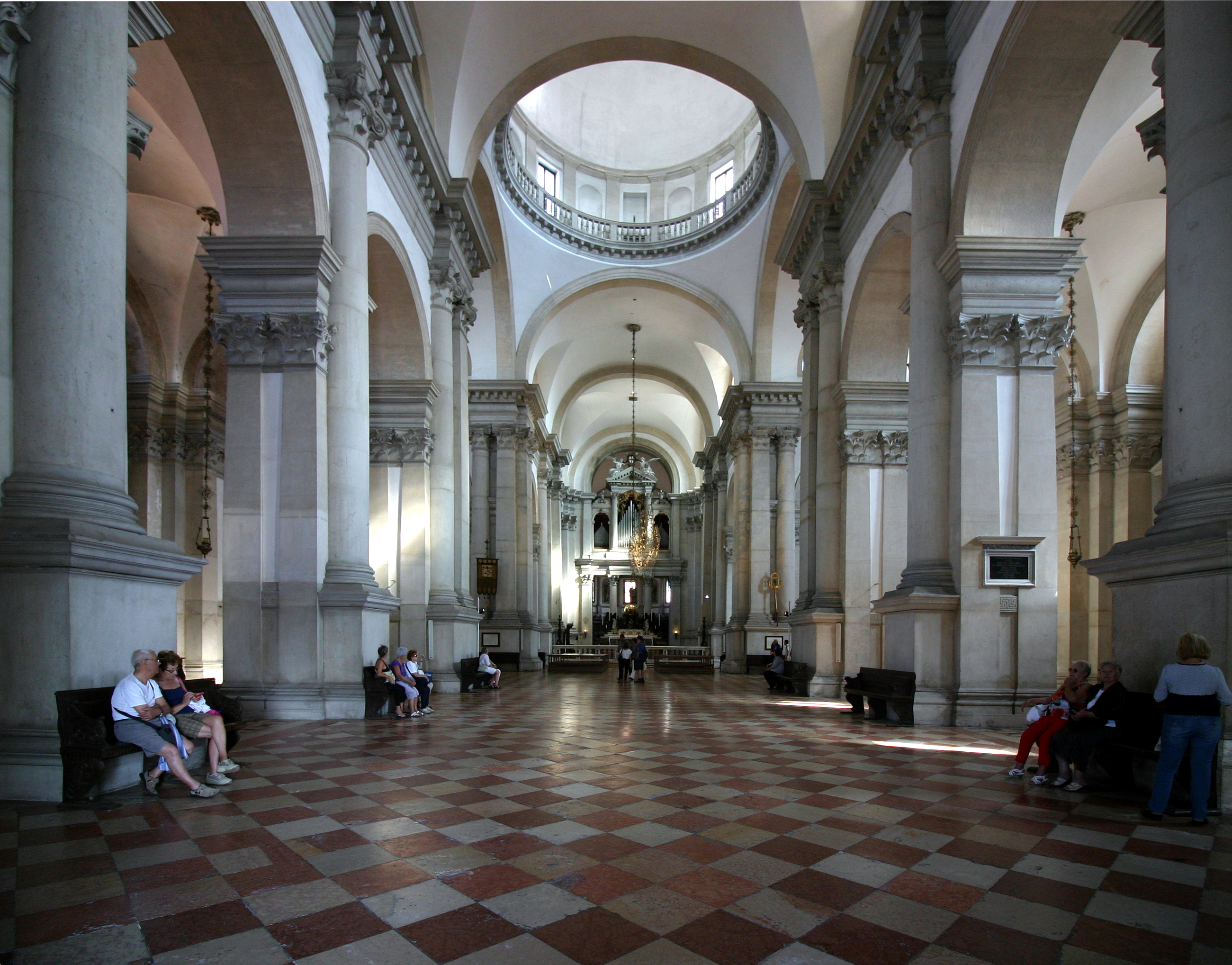
Interior: Nava, privind spre est înspre altarul principal

Interiorul bisericii este foarte luminos cu coloane angajate masive și pilaștri ce susțin pereți nedecorați, zugrăviți în alb. Interiorul combină o navă bazilicală lungă cu un plan în formă de cruce cu transepturi.
Două tablouri foarte mari realizate de Tintoretto se referă la Taina Euharistiei și sunt plasate de fiecare parte a prezbiteriului, putând fi văzute de la balustrada altarului. Acestea sunt Cina cea de Taină și Căderea manei (care era considerată ca un dar al lui Dumnezeu prevestind darul Euharistiei).
În Cappella dei Morti (Capela morților) este un tablou cu Îngroparea lui Cristos, realizat tot de Jacopo Tintoretto.
Călugării benedictini au menținut controlul asupra capelelor din biserică și nu le-au vândut familiilor pentru a le decora și înfrumuseța după cum le plăcea, așa cum s-a făcut în multe biserici venețiene. Ei au avut venituri de pe urma proprietăților și aveau o poziție mai puternică. Unele altare au fost date unor familii distinse, dar decorațiunile lor au fost controlate de călugări. Capela aflată la dreapta altarului mare a aparținut familiei Bollani (Domenico Bollani a fost ambasador la curtea regelui Eduard al VI-lea al Angliei în 1547 și a devenit mai târziu episcop). Lucrările la această capelă au fost amânate după moartea lui Domenico Bollani și erau încă neterminate în 1619, existând doar o pictură modestă în altar. O altă pictură a fost înlocuită în 1693, iar abia în 1708 s-a achiziționat lucrarea importantă care poate fi văzută acum acolo, adică Fecioara și Pruncul cu Sfinți de Sebastiano Ricci.
Altarul de la stânga sanctuarului a fost responsabilitatea familiei Morosini. Altarul este dedicat Sfântului Andrei (în memoria fiului său decedat Vincenzo Morosini), iar piesele din altar sunt realizate de Jacopo și Domenico Tintoretto prezentându-l pe Cristos înviat și Sf Andrei cu Vincenzo Morosini și membri ai familiei sale.
Altarele din transepturi au fost păstrate de călugări. În transeptul de sud se află pictura Încoronarea Fecioarei cu Sfinți realizată de Jacopo și Domenico Tintoretto.
În primul altar din partea dreaptă a navei se află Adorația păstorilor de Jacopo Bassano. În partea stângă este Miracolul imobilizării Sfintei Lucia (ea a fost condamnată la prostituție, dar, printr-o minune, s-a constatat că era imposibil să o mute din loc) de Leandro Bassano.
Există și alte picturi în clădirea mănăstirii.

## Imagini

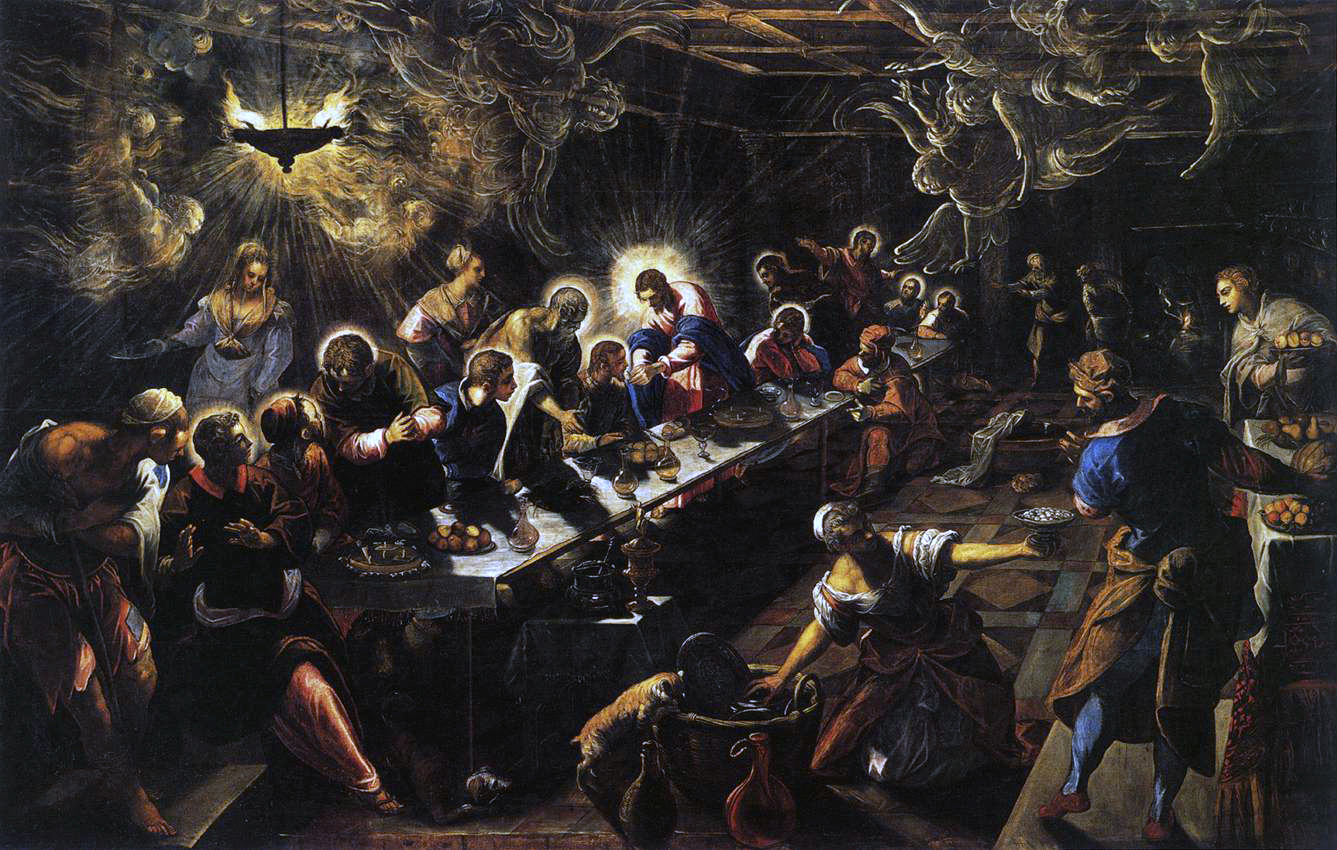
Cina cea de taină de Jacopo Tintoretto (în prezbiteriu)
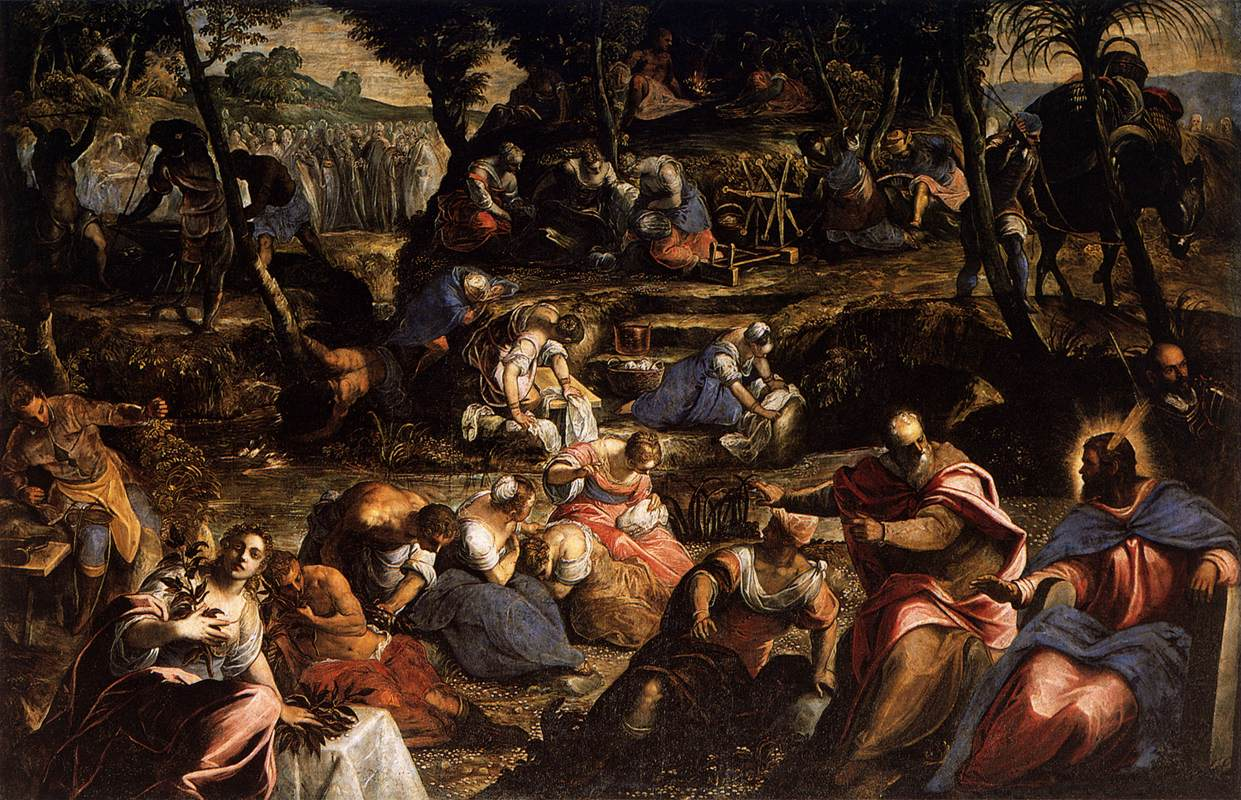
Căderea de mană de Jacopo Tintoretto (în prezbiteriu)
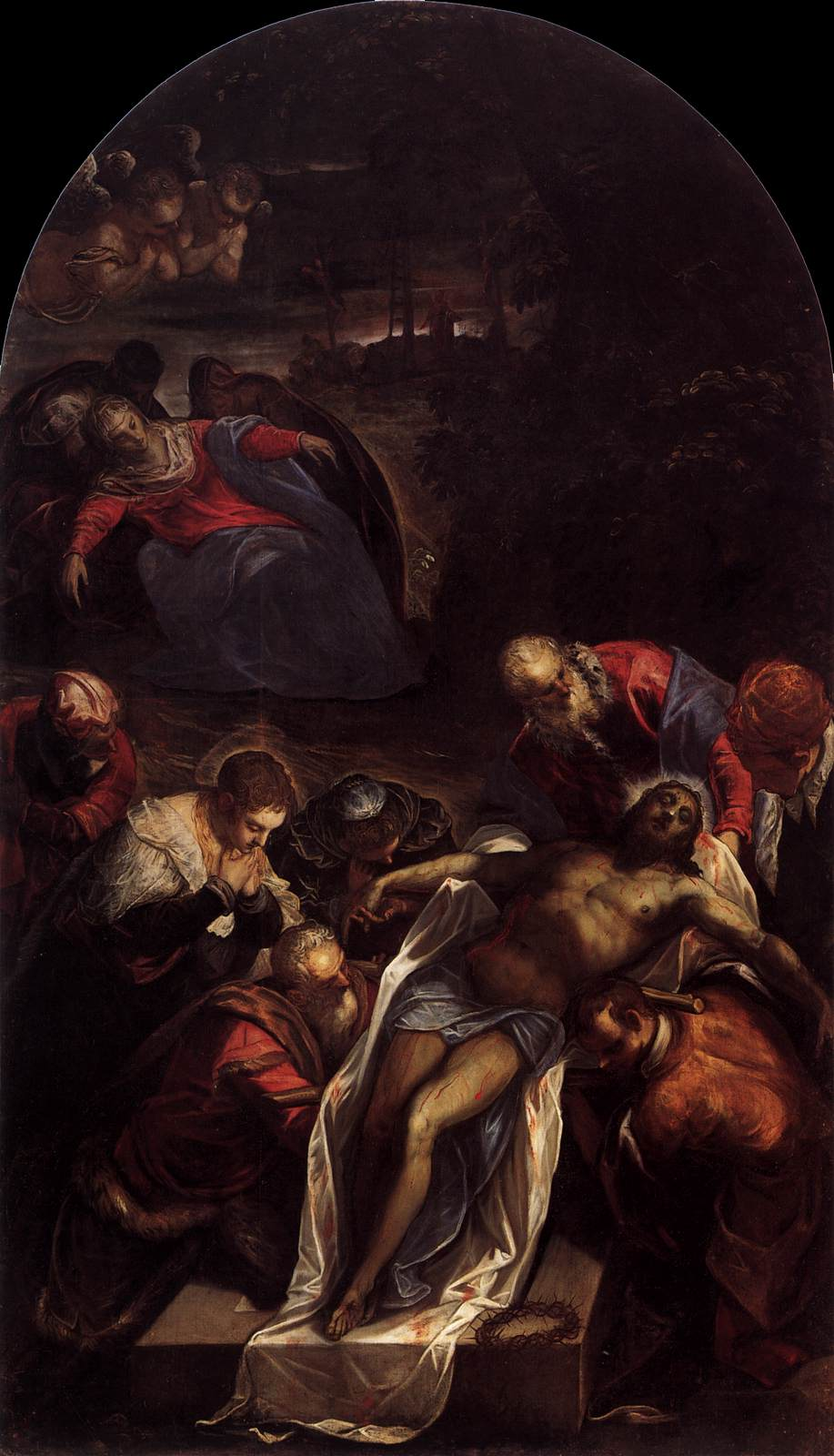
Îngroparea lui Cristos de Jacopo Tintoretto (în Cappella dei Morti)
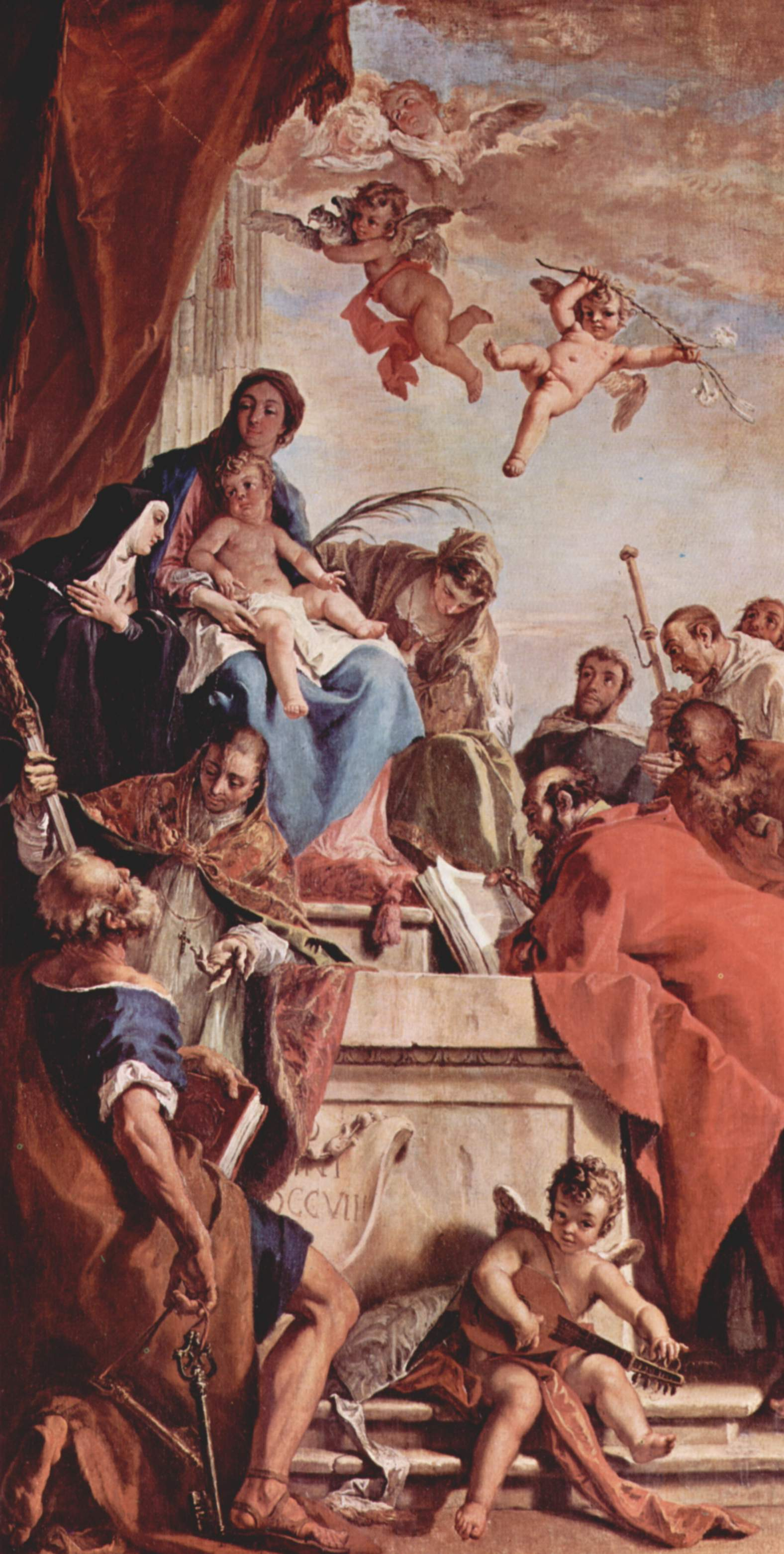
Madonna pe tron cu Sfinții de Sebastiano Ricci (în capela Bollani aflată la dreapta de altarul principal)
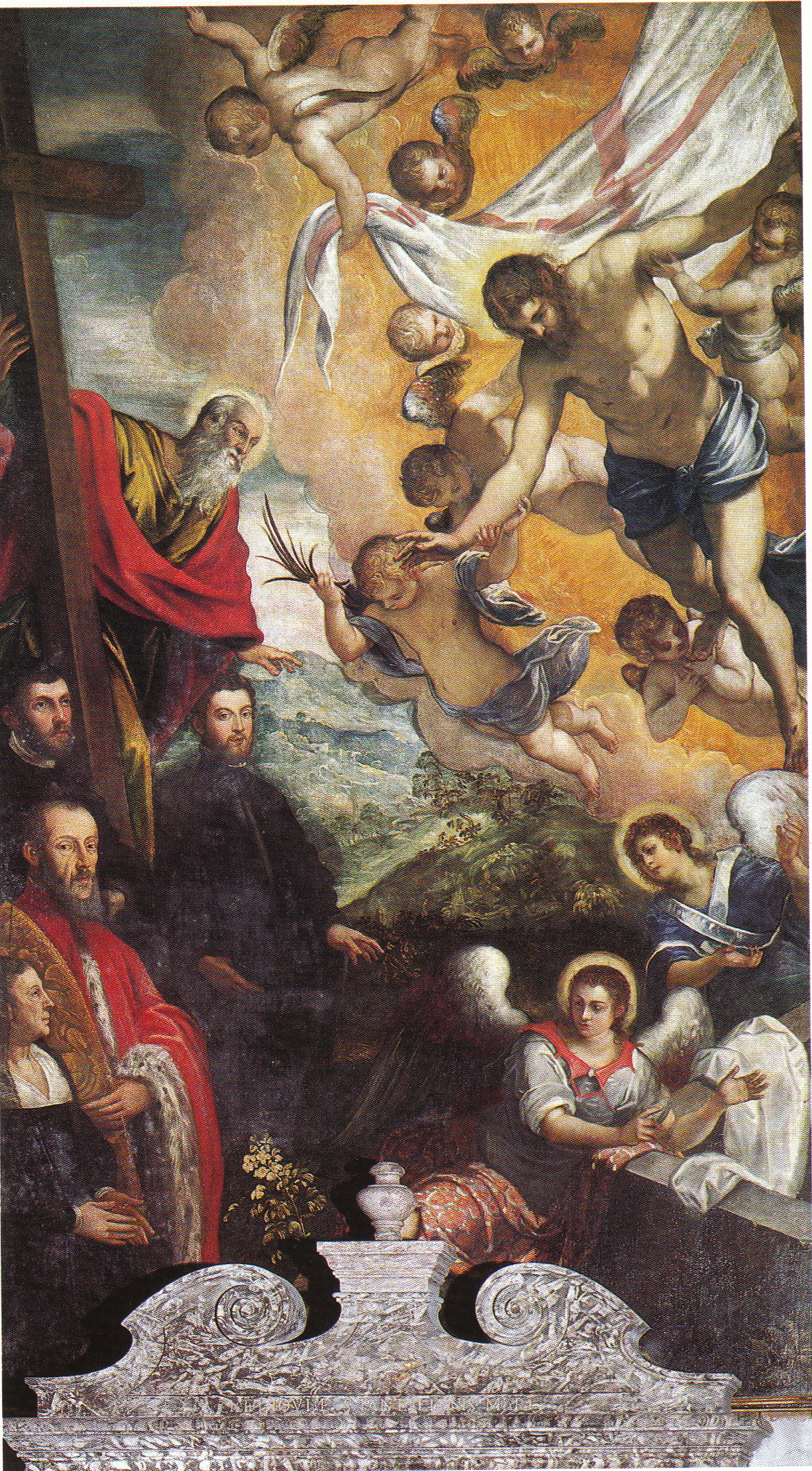
Cristos Înviat și Sf. Andrei cu familia Morosini de Jacopo şi Domenico Tintoretto (deasupra altarului Morosini la stânga de sanctuar)
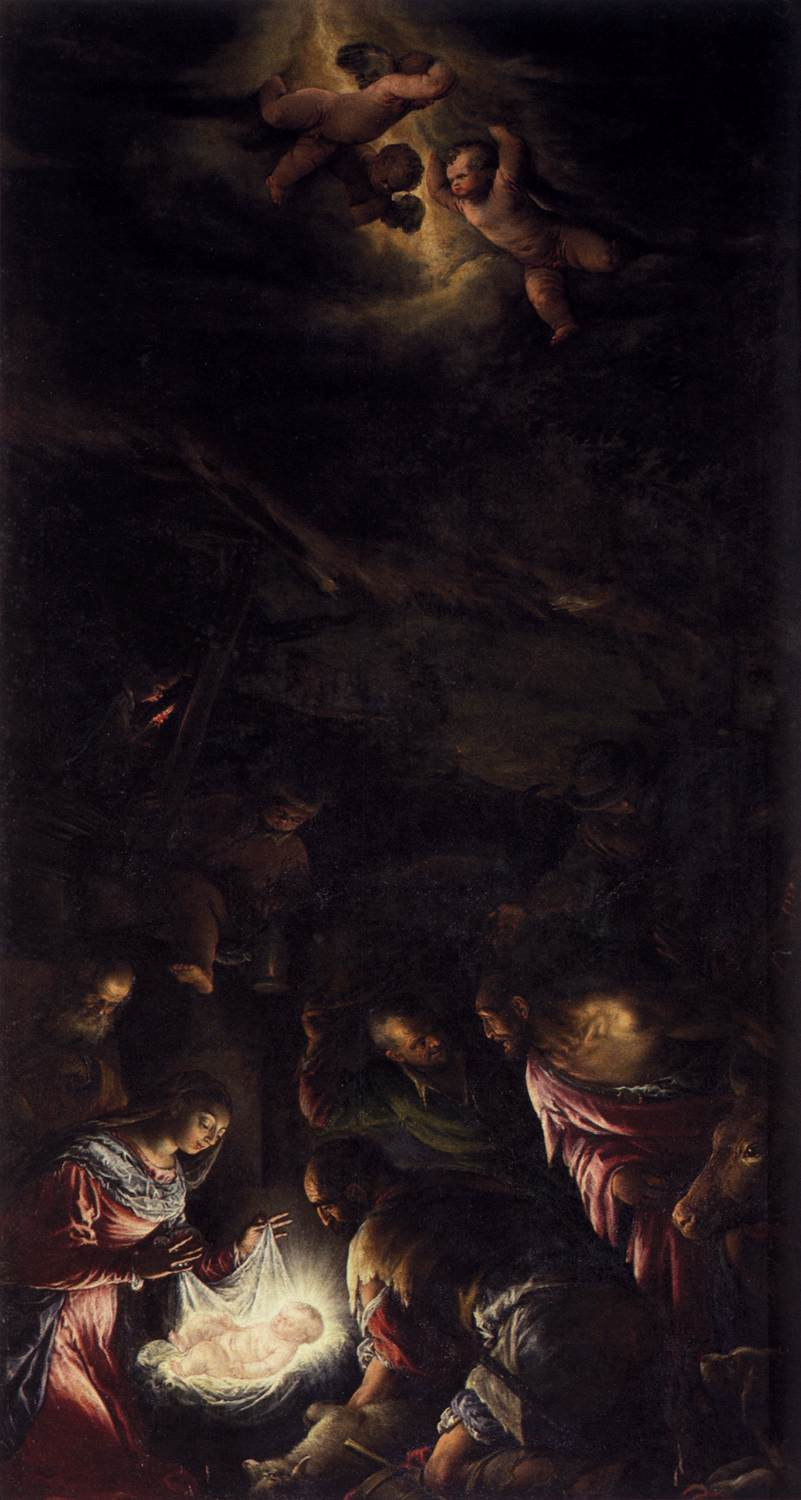
Adoraţia păstorilor de Jacopo Bassano (primul altar de pe dreapta în navă)
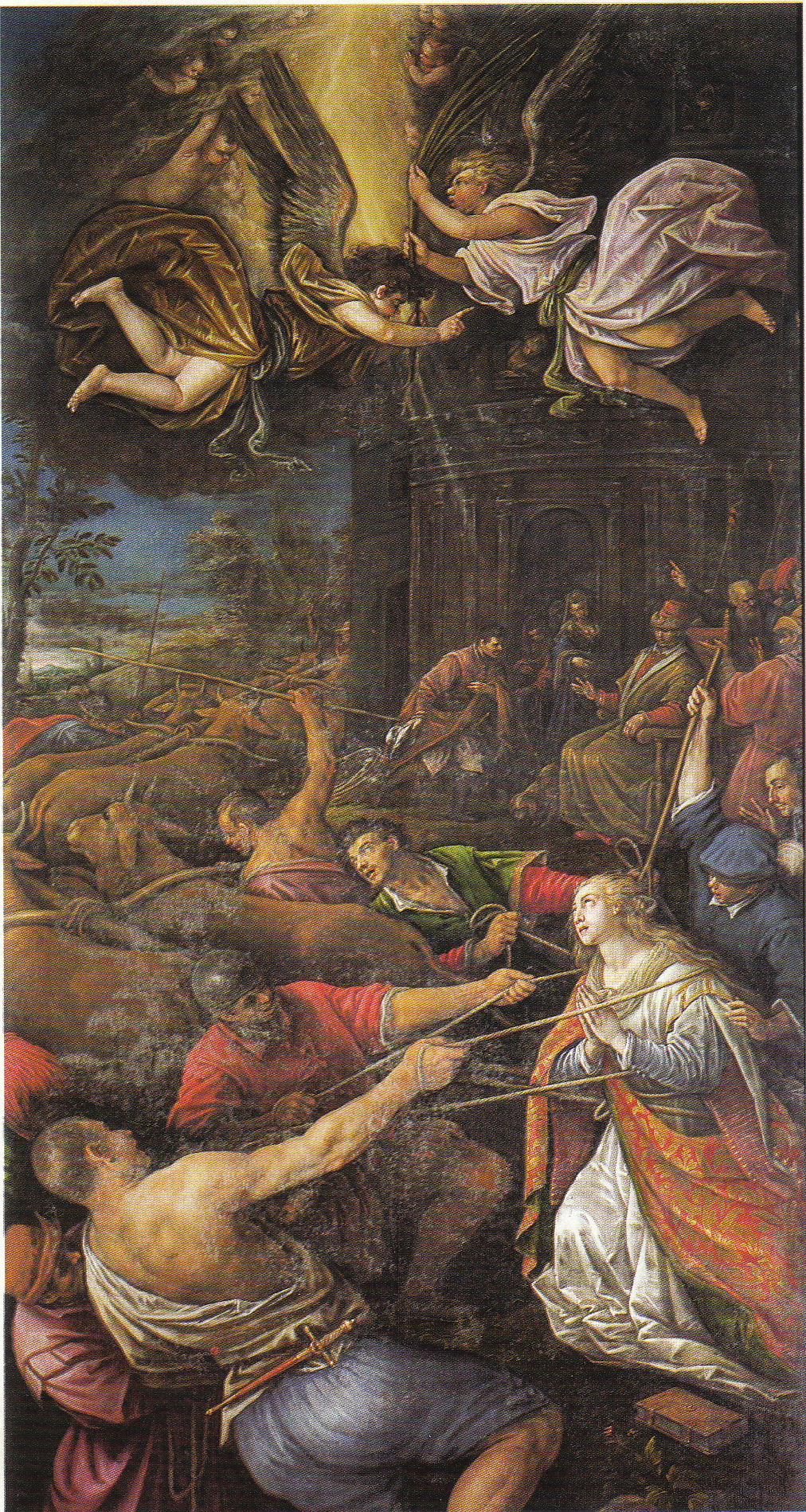
Miracolul imobilizării Sfintei Lucia de Leandro Bassano (primul altar de pe stânga în navă)